# Штайнальбен
Штайнальбен (нім. Steinalben) — громада в Німеччині, розташована в землі Рейнланд-Пфальц. Входить до складу району Південно-Західний Пфальц. Складова частина об'єднання громад Вальдфішбах-Бургальбен.
Площа — 2,54 км2. Населення становить 385 ос. (станом на 31 грудня 2020).